# Paralimna agryostoma
Paralimna agryostoma är en tvåvingeart som beskrevs av Cresson 1916. Paralimna agryostoma ingår i släktet Paralimna och familjen vattenflugor.
Artens utbredningsområde är Costa Rica. Inga underarter finns listade i Catalogue of Life.